# 大耳查布
《大耳查布》（俄語：Чебурашка，羅馬化：Cheburashka，IPA：[tɕɪbʊˈraʂkə] ⓘ）是俄羅斯兒童文學家艾杜瓦德·烏斯賓斯基於1966年起創作的系列繪本。本系列原本的真正主角是查布的朋友蓋拿，但查布卻因為大受喜愛而成為實質上的主角。1966年以繪本作品方式登場，1969年起由羅曼·卡察諾夫執導的四部人偶定格動畫電影短片陸續問世。

## 人物

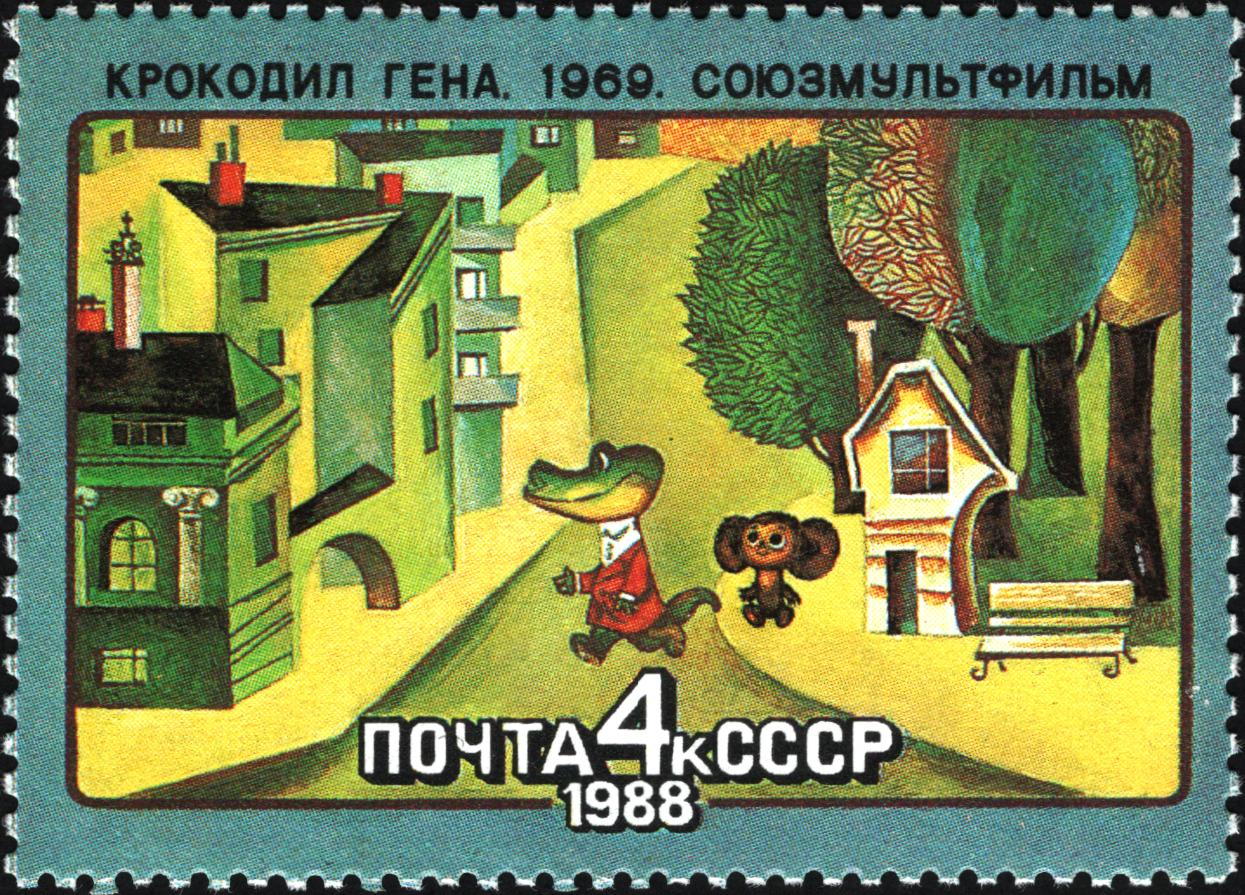
1988年苏联纪念联盟动画电影的邮票：大耳查布和鱷魚蓋拿

大耳查布（羅馬化：Cheburashka）
「大耳查布」在俄文中原有「突然倒下的傢伙」之意，亦是從含有「撲通落下」等意義的古老俗語「車布拉哈札」（羅馬化：cheburakhat'sya）而來。他是被裝進了產自南國的橘子箱裡送來，外形介於小熊與猴子之間的奇特小動物，設定上為「身分不明」。而這個設定，也成為本作故事的重要核心，查布一直在為了尋找自我定位而徬徨，除了與蓋納建立起「朋友之家」，還加入了苏联少先队。由於向來總是形單影隻，因此很怕寂寞。身體大小與智慧程度，約與人類的幼稚園小朋友相當。
在原作繪本中的造型是全身黑色近似松鼠，與現今熟悉的動畫版造型差異甚多。而在人偶定格動畫版推出當時，造形定案的過程也曾屢經周折。
鱷魚蓋拿（羅馬化：Krokodil Gena）
在動物園以當「鱷魚」為業。每天從自己住的公寓來到動物園上班，到動物園的打烊時間為止都待在自己的圍欄裡。是隻正義感強烈，個性溫和卻孤單的鱷魚。擅長演奏俄式手風琴與唱歌，跟查布是好朋友。在卡察諾夫動畫版中擔任人偶操作的，則是當時還在他門下學習，日後成為當今俄羅斯動畫大師級人物的尤里·諾里斯金。負責配音的是以演員、動畫作家聞名的瓦西里·利瓦諾夫，片中蓋納歌唱場景的幕後代唱人，則由弗拉基米爾·費拉龐多夫（Vladimir Ferapontov）擔任。而費拉龐多夫在擔任2010年電影版的蓋納一角俄語版配音之後過世，成為他最後的遺作。
夏巴庫那克（羅馬化：Shapoklyak）
喜歡惡作劇的神祕婆婆。因為覺得「不做壞事就出不了名」，因此喜歡惹周遭的人討厭。據說年輕時曾在美國從事間諜活動。目前因為涉嫌「將蝙蝠俠的蝙蝠車輪胎放氣、在兔巴哥的紅蘿蔔裡放農藥、把米老鼠的尾巴上綁了空罐子」而遭到FBI通緝，無法入境美國。名字的由來，是出於法文中意指大禮帽的一詞。

## 动画短片
1969年开始，苏联联盟动画电影制片厂拍摄了四部定格动画电影短片：
- 《鱷魚蓋拿》（俄語：Крокодил Гена，羅馬化：Krokodil Gena，1969年，片長20分31秒）
- 《大耳查布》（俄語：Чебурашка，羅馬化：Cheburashka，1971年，片長19分）
- 《夏巴庫那克》（俄語：Шапокляк，羅馬化：Shapoklyak，1974年，片長19分26秒）
- 《大耳查布上學去》（俄語：Чебурашка идёт в школу，羅馬化：Cheburashka idyot v shkolu，1983年，片長10分）

原作繪本早在1974年於日本出版，但動畫卻於2001年才先行推出了前三部作品於日本上映，後來在2006年歷經版權易手，全四部作品才得以首度在電視上完整播出，2008年則於吉卜力美術館首度上映經數位修補後的版本。台灣則於2004年9月28日上午8：00，於卡通頻道以《小小車布歷險記》譯名播出。香港「兒童電影合家歡2005」譯作《大頭仔阿Cheb》。

### 配音
- 查布：克拉拉·鲁米扬诺娃
- 蓋拿：瓦西里·利瓦諾夫（羅馬化：Vasily Borisovich Livanov）
- 夏巴庫那克：弗拉基米爾·洛巴特（羅馬化：Vladimir Iosifovich Rautbart）

## 評價
在前蘇聯時代，史達林曾下達指示要求創作出如迪士尼作品水準的動畫，但這當然沒有出現，直到史達林死後赫魯雪夫解凍，才讓卡察諾夫這樣具有才華的動畫創作者有機會發揮。由於他將本作動畫化等成就，在俄羅斯動畫界享有高度的正面評價。1960年代以後由於動畫版的推出，更使大耳查布成為蘇聯的國民偶像。
在本作品還隱隱批判了前蘇聯的體制，透過繪本與人偶動畫方式，描繪了如在不明究理之下就跑去大排長龍的人們，以及當時的物資不足與官員惡行等社會主義現象的矛盾與諷刺之處。而作品中同時也提出了共同、群體意識的重要性。而原作繪本在當時官方的嚴格審查下，也以「架空作品」為理由得以逃過審查鍘刀。
大耳查布與鱷魚蓋拿，經常成為俄式笑話（羅馬化：anekdot）中出現的人物。另外像STOL（短距離垂直起降）運輸機安托諾夫An-72與安托諾夫An-74，由於架在機翼上的引擎，從正面看去很像是查布的臉，也被暱稱成大耳查布。大耳查布的名字還被引用於跑車、電動列車、檸檬水，甚至大地測量學中的一種測地法等各方面。 
大耳查布於2004年的雅典奧運之後，成為俄羅斯代表隊的官方吉祥物。在頒獎時，經常可見俄羅斯選手持大耳查布布偶的畫面。另外在2006年杜林冬季奧運中，出現的白色版大耳查布也造成話題。之後歷屆奧運中尚有2008年北京奧運的紅色版，與2010年溫哥華冬季奧運的藍色版登場，2014年由俄羅斯主辦的索契冬奧會也不例外。

## 授權衍生作品
2009年，於日本拍成電視動畫。並於2010年完成耗費約6年左右的完全新作人偶動畫電影，於日本上映。本作於愛沙尼亞以、在芬蘭則以之名為人所知。在1970年代，還曾於瑞典以為名製作了原創作品。

### 電視動畫
《大耳查布 哎呀呀？》（チェブラーシカ あれれ？），在2009年10月7日～2010年3月31日期間，於東京電視台的晨間兒童節目「100%」中播出。全26集，各集片長約3分鐘。
本動畫版本於2013年5月28日在台灣東森幼幼台首次播出，用來做部分節目時段後半五分鐘的墊檔。其後的2014年至2015年初期之間一部分節錄內容偶而會在該頻道與東森電影台、東森洋片台的廣告時間直接全部播出，亦成為在台播出之日本動畫中的首例。

#### 集數列表
1. はじめてのともだち/第一次交朋友
2. ぼくはだあれ？/我到底是誰？
3. いたずらジャパクリャく/惡作劇的夏巴庫那克
4. レフチャンドルのしゃっくり/列夫強特爾的打嗝
5. お星様のひみつ/星星的秘密
6. チェブラーシカのお買い物/大耳查布去買東西
7. ドーナツ大好き！/最喜歡甜甜圈
8. チェブラーシカと話の本/大耳查布與故事書
9. ガーリャのおとしもの/加雅的遺失物
10. /喂，喂，大耳查布
11. /沒辦法睡的蓋拿
12. /夏巴庫那克的占卜
13. /眺望雲的日子
14. /來玩猜謎遊戲吧
15. /蓋拿的日記
16. /故事書有趣嗎？
17. /還沒來嗎？蓋拿
18. /能釣到什麼呢？
19. /我最喜歡你！大耳查布
20. /錢包在哪裡？
21. /大耳查布不在的日子
22. /魔法圍巾
23. /好朋友消息
24. /列夫強特爾的蛀牙
25. /大耳查布的生日
26. /再見了，大耳查布

### 新電影版（2010年）
2010年12月18日於日本上映（與《小熊學校》併映）。在舊作大受好評下由日本所製作的本片，內容包括俄羅斯版人偶動畫電影（以下簡稱「舊版」）第一部《鱷魚蓋拿》的重製版本與兩個完全新作單元《大耳查布與馬戲團》（チェブラーシカとサーカス）、《夏巴庫那克諮詢所》（シャバクリャクの相談所），合計共三個單元所構成。日語版中的《鱷魚蓋拿》片長經過若干刪減、剪輯處理，俄語版則保留原本的全長內容，但俄語版在日本國內僅限於東京、大阪兩地上映。
本片是在2004年之後，於日本的相關版權問題獲得解決下進行製作準備，2007年開始進入實際製作。與舊版不同之處雖在於主要工作人員為日本人，但也有曾參與舊版製作的動畫大師尤里·諾里斯金門下弟子米海爾·阿達辛，與米海爾·圖梅利亞等俄籍人員加入。另外本片的搭景、攝影則是由韓國的動畫公司「FFANGO ENTERTOYMENT」來負責。
當初俄羅斯方面，對於由日本人來擔任主要工作人員曾有反對意見，但包括原作者烏斯賓斯基、舊版相關人員代表雷奧尼德·史瓦茲曼（俄語：Леонид Аронович Шварцман，羅馬化：Leonid Aronovich Shvartsman，為舊版的美術指導）與諾里斯金等人，後來在看過新作的部分完成畫面試映後，均表示大為讚賞。
製作人員
- 導演：中村誠
- 編劇：金月龍之介、島田満、中村誠、米海爾·阿德辛
- 創意製作人、美術指導：米海爾·阿德辛
- 第2美術指導（人物設定圖像）：米海爾·圖梅利亞
- 執行製片：及川武
- 監製：藤原博行
- 共同製片：武內健
- 主題歌：木村KAELA『orange』
- 制作協力：FFANGO ENTERTOYMENT
- 制作：Cheburashka Movie Partners
- 發行：東寶

配音員
| 角色       | 日語版   | 台湾版 | 香港版 | 俄語版                |
| ---------- | -------- | ------ | ------ | --------------------- |
| 查布       | 大橋望美 | 雷碧文 | 何寶珊 | 拉莉莎·布洛夫曼       |
| 瑪莎       | 北乃紀伊 |        | 梁少霞 | 奧莉嘉·絲貝蕾娃       |
| 蓋拿       | 土田大   | 李景唐 | 潘文柏 | 弗拉基米爾·費拉龐多夫 |
| 夏巴庫那克 | 長島雄一 | 姚敏敏 | 伍秀霞 | 狄米屈·菲利莫諾夫     |
| 魔術師     | 藤村俊二 | 徐健春 |        | 亞力山大·帕沙洛夫     |

### 俄羅斯真人電影版（2023年）
2023年1月，由俄羅斯首度拍攝的真人電影版本正式上映，但故事內容則有大幅變動，且除了大耳查布之外的其他動物角色均未出現。

## 外部連結
- 官方网站
- 吉卜力美術館（页面存档备份，存于）（日語）
- 大耳查布電影（2010年電影）官網（页面存档备份，存于）（日語）
- 中村誠導演專訪（上）（页面存档备份，存于）（日語）
- 中村誠導演專訪（下）（页面存档备份，存于）（日語）

| 臺灣 東森幼幼台 星期一至五 12:25-12:30 （安插時段）         | 臺灣 東森幼幼台 星期一至五 12:25-12:30 （安插時段） | 臺灣 東森幼幼台 星期一至五 12:25-12:30 （安插時段） |
| ----------------------------------------------------------- | --------------------------------------------------- | --------------------------------------------------- |
|                                                             | 大耳查布 （全集） （2014年5月1日－6月21日）         |                                                     |
| 可愛巧虎島 （12:25-12:30）小曼的開心農場                    | 未定                                                |                                                     |
| 星期一至五 12:55-13:00 （13日播出我們這一家後已取消該時段） |                                                     |                                                     |
| （首開時段）                                                | 大耳查布 （全集） （2015年6月1日－7月11日）         | Poli波力我們這一家                                  |